# Johannes Marius Cornelis Hoog
Ruurd Dirk Hoogland (1865, Pamakassan - 1950 Haarlem) fue un explorador, y naturalista neerlandés; que realizó numerosas expediciones botánicas a Nueva Guinea, Australia, Europa. Fue experto de la familia Cunoniaceae.

## Biografía
Se casó el 3 de junio de 1897 con Constanza Adeline Elvire Trie Bart. De ese matrimonio nacieron 2 hijos y 2 hijas.
Uno de sus tíos, C.G. van Tubergen Jr., tenía amplios terrenos de la finca para cultivar plantas ornamentales, y fundó una guardería. Luego, ese empresario familiar disfrutó de su compañía, y trabajó desde 1882. Y se asociaron logrando cierta notoriedad a través de la comercialización de las variedades menos conocidas y difíciles de cultivar, y también tubérculos. Especialmente las especies de los géneros Tulipa, Iris, Muscari, Scilla, Allium, ricamente representados. Entre las dos guerras mundiales, la compañía con sus colectores de plantas, que, gracias a la mediación de los cónsules en países lejanos, consiguieron materiales botánicos en particular de Irán, América del Sur, Sudáfrica.
También a partir de 1890, trabajó su hermano Thomas Marinus (n. 26 de abril de 1873).

## Honores

### Epónimos
Especies
- (Iridaceae) Iris hoogiana Dykes[3]

- (Liliaceae) Tulipa hoogiana B.Fedtsch.[4]

- La abreviatura «Hoog» se emplea para indicar a Johannes Marius Cornelis Hoog como autoridad en la descripción y clasificación científica de los vegetales.[5]